# Nemzeti Bajnokság I 2016-17
La Nemzeti Bajnokság I 2016-17 fue la 115.ª temporada de la Primera División de Hungría. El nombre oficial de la liga fue OTP Bank Liga por razones de patrocinio. La temporada comenzó el 16 de julio de 2016 y terminó el 26 de mayo de 2017. Honvéd Budapest se proclamó campeón.
Los doce equipos participantes jugaron entre sí todos contra todos tres veces totalizando 33 partidos cada uno, al término de la fecha 33 el primer clasificado obtuvo un cupo para la segunda ronda de la Liga de Campeones 2017-18, mientras que el segundo y tercer clasificado obtuvieron un cupo para la primera ronda de la Liga Europea 2017-18; por otro lado los dos últimos clasificados descendieron a la Nemzeti Bajnokság II 2017-18.
Un tercer cupo para la primera ronda de la Liga Europea 2017-18 es asignado al campeón de la Copa de Hungría.

## Ascensos y descensos
| Pos. | Descendidos de la Nemzeti Bajnokság I 2015-16 |
| ---- | --------------------------------------------- |
| 11.º | Puskás Akadémia                               |
| 12.º | Békéscsaba Előre                              |

| Pos. | Ascendidos de la Nemzeti Bajnokság II 2015-16 |
| ---- | --------------------------------------------- |
| 1.º  | Gyirmót                                       |
| 2.º  | Mezőkövesd-Zsóry                              |

## Información de los equipos
| Pos.   | Equipo               | Ciudad         | Estadio                  | Capacidad |
| ------ | -------------------- | -------------- | ------------------------ | --------- |
| 1      | Ferencvárosi         | Budapest       | Groupama Arena           | 15.804    |
| 2      | Videoton             | Székesfehérvár | Sóstói Stadion           | 14.300    |
| 3      | Debreceni            | Debrecen       | Nagyerdei Stadion        | 20.340    |
| 4      | MTK Budapest         | Budapest       | Estadio Nándor Hidegkuti | 7.515     |
| 5      | Szombathelyi Haladás | Szombathely    | Rohonci úti stadion      | 9.500     |
| 6      | Újpest               | Budapest       | Estadio Ferenc Szusza    | 13.501    |
| 7      | Paksi                | Paks           | Fehérvári úti stadion    | 4.400     |
| 8      | Honvéd Budapest      | Budapest       | Bozsik Stadion           | 9.500     |
| 9      | Diósgyori            | Miskolc        | DVTK Stadion             | 11.398    |
| 10     | Vasas                | Budapest       | Estadio Rudolf Illovszky | 9.000     |
| 1 (SD) | Gyirmót              | Gyor           | Ménfői út                | 4000      |
| 2 (SD) | Mezőkövesd-Zsóry     | Mezőkövesd     | Városi Stadion           | 2571      |

### Cuerpo técnico y uniformes
| Equipo               | Entrenador          | Entrenador        | Capitán            | Capitán           | Firma deportiva | Patrocinador   |
| Equipo               |                     | Nombre            |                    | Nombre            | Firma deportiva | Patrocinador   |
| -------------------- | ------------------- | ----------------- | ------------------ | ----------------- | --------------- | -------------- |
| Debreceni            | Bandera de Portugal | Leonel Pontes     | Bandera de Hungría | Péter Szakály     | adidas          | TEVA           |
| Diósgyori            | Bandera de Hungría  | Ferenc Horváth    | Bandera de Hungría | Ákos Elek         | Nike            | Borsodi        |
| Ferencváros          | Bandera de Alemania | Thomas Doll       | Bandera de Hungría | Dániel Böde       | Nike            | Magyar Telekom |
| Gyirmót              | Bandera de Hungría  | István Urbányi    | Bandera de Hungría | Attila Simon      | Jako            | Alcufer        |
| Szombathelyi Haladás | Bandera de Hungría  | Géza Mészöly      | Bandera de Hungría | Péter Halmosi     | adidas          | Swietelsky     |
| Honvéd Budapest      | Bandera de Italia   | Marco Rossi       | Bandera de Hungría | Patrik Hidi       | Macron          | –              |
| Mezőkövesd-Zsóry     | Bandera de Hungría  | Attila Pintér     | Bandera de Hungría | Dávid Hegedűs     | adidas          | Cronus, Zsóry  |
| MTK Budapest         | Bandera de Hungría  | Vaszilisz Teodoru | Bandera de Hungría | József Kanta      | Nike            | Panzi Pet      |
| Paksi                | Bandera de Hungría  | Aurél Csertői     | Bandera de Hungría | Tamás Báló        | Jako            | –              |
| Újpest               | Bandera de Serbia   | Nebojša Vignjević | Bandera de Hungría | Szabolcs Balajcza | Joma            | –              |
| Vasas                | Bandera de Alemania | Michael Oenning   | Bandera de Hungría | András Debreceni  | adidas          | Alprosys       |
| Videoton             | Bandera de Noruega  | Henning Berg      | Bandera de Hungría | Roland Juhász     | adidas          | MOL            |

## Tabla de posiciones
Actualizado el 27 de mayo de 2017.
| Pos. | Equipo               | Pts. | PJ | G  | E  | P  | GF | GC | Dif. | Clasificación o descenso                                                  |
| ---- | -------------------- | ---- | -- | -- | -- | -- | -- | -- | ---- | ------------------------------------------------------------------------- |
| 1    | Honvéd (C)           | 65   | 33 | 20 | 5  | 8  | 55 | 30 | +25  | Clasifica a Liga de Campeones de la UEFA 2017-18                          |
| 2    | Videoton             | 62   | 33 | 18 | 8  | 7  | 65 | 28 | +37  | Clasifica a primera fase clasificatoria de Liga Europa de la UEFA 2017-18 |
| 3    | Vasas                | 52   | 33 | 15 | 7  | 11 | 50 | 40 | +10  | Clasifica a primera fase clasificatoria de Liga Europa de la UEFA 2017-18 |
| 4    | Ferencváros          | 52   | 33 | 14 | 10 | 9  | 54 | 44 | +10  | Clasifica a primera fase clasificatoria de Liga Europa de la UEFA 2017-18 |
| 5    | Paks                 | 45   | 33 | 11 | 12 | 10 | 41 | 37 | +4   |                                                                           |
| 6    | Szombathelyi Haladás | 43   | 33 | 12 | 7  | 14 | 42 | 46 | −4   |                                                                           |
| 7    | Újpest               | 42   | 33 | 10 | 12 | 11 | 47 | 51 | −4   |                                                                           |
| 8    | Mezőkövesd           | 40   | 33 | 10 | 10 | 13 | 39 | 54 | −15  |                                                                           |
| 9    | Debrecen             | 41   | 33 | 11 | 8  | 14 | 42 | 46 | −4   |                                                                           |
| 10   | Diósgyőr             | 37   | 33 | 10 | 7  | 16 | 39 | 58 | −19  |                                                                           |
| 11   | MTK Budapest         | 37   | 33 | 8  | 13 | 12 | 26 | 36 | −10  | Descenso a la Nemzeti Bajnokság II                                        |
| 12   | Gyirmót              | 24   | 33 | 5  | 9  | 19 | 21 | 51 | −30  | Descenso a la Nemzeti Bajnokság II                                        |

 Fuente: Hungarian Football Federation (en húngaro), Soccerway
Criterios de clasificación: 1) Puntos; 2) puntos entre sí; 3) diferencia de goles; 4) Goles marcados.

## Evolución de las clasificaciones
| Jornada              | 1  | 2  | 3  | 4  | 5  | 6  | 7  | 8  | 9  | 10 | 11 | 12 | 13 | 14 | 15 | 16 | 17 | 18 | 19 | 20 | 21 | 22 | 23 | 24 | 25 | 26 | 27 | 28 | 29 | 30 | 31 | 32 | 33 |
| Equipo               |    |    |    |    |    |    |    |    |    |    |    |    |    |    |    |    |    |    |    |    |    |    |    |    |    |    |    |    |    |    |    |    |    |
| -------------------- | -- | -- | -- | -- | -- | -- | -- | -- | -- | -- | -- | -- | -- | -- | -- | -- | -- | -- | -- | -- | -- | -- | -- | -- | -- | -- | -- | -- | -- | -- | -- | -- | -- |
| Honvéd Budapest      | 2  | 4  | 6  | 3  | 3  | 5  | 5  | 6  | 5  | 5  | 5  | 5  | 5  | 4  | 4  | 4  | 4  | 3  | 2  | 2  | 1  | 2  | 2  | 2  | 1  | 2  | 1  | 1  | 1  | 1  | 1  | 1  | 1  |
| Videoton             | 9  | 8  | 11 | 9  | 7  | 7  | 6  | 4  | 4  | 4  | 2  | 3  | 2  | 3  | 2  | 2  | 2  | 2  | 1  | 1  | 2  | 1  | 1  | 1  | 2  | 1  | 2  | 2  | 2  | 2  | 2  | 2  | 2  |
| Vasas                | 4  | 1  | 2  | 2  | 1  | 1  | 1  | 1  | 1  | 1  | 1  | 1  | 1  | 1  | 1  | 1  | 1  | 1  | 3  | 3  | 3  | 3  | 3  | 3  | 3  | 3  | 3  | 3  | 3  | 4  | 4  | 3  | 3  |
| Ferencvárosi         | 1  | 2  | 1  | 1  | 2  | 2  | 2  | 2  | 2  | 2  | 3  | 4  | 3  | 2  | 3  | 3  | 3  | 4  | 4  | 4  | 4  | 4  | 4  | 4  | 4  | 4  | 5  | 4  | 4  | 3  | 3  | 4  | 4  |
| Paksi                | 7  | 6  | 8  | 10 | 10 | 9  | 10 | 11 | 11 | 9  | 10 | 11 | 12 | 11 | 10 | 10 | 11 | 9  | 8  | 8  | 7  | 7  | 5  | 6  | 6  | 5  | 6  | 7  | 7  | 6  | 5  | 5  | 5  |
| Szombathelyi Haladás | 11 | 11 | 9  | 7  | 6  | 4  | 3  | 3  | 3  | 3  | 4  | 2  | 4  | 5  | 5  | 6  | 5  | 6  | 7  | 7  | 8  | 8  | 6  | 5  | 5  | 6  | 4  | 5  | 5  | 5  | 6  | 6  | 6  |
| Újpest               | 12 | 12 | 7  | 5  | 4  | 3  | 4  | 5  | 6  | 6  | 6  | 6  | 6  | 8  | 8  | 7  | 7  | 7  | 6  | 6  | 6  | 6  | 8  | 8  | 7  | 7  | 7  | 6  | 6  | 7  | 7  | 7  | 7  |
| Debreceni            | 8  | 10 | 5  | 4  | 5  | 6  | 7  | 7  | 7  | 8  | 7  | 7  | 9  | 7  | 7  | 8  | 8  | 8  | 10 | 10 | 11 | 9  | 10 | 9  | 9  | 9  | 9  | 9  | 11 | 8  | 8  | 9  | 8  |
| Mezőkövesd-Zsóry     | 6  | 5  | 4  | 8  | 9  | 11 | 11 | 8  | 8  | 10 | 11 | 8  | 7  | 6  | 6  | 5  | 6  | 5  | 5  | 5  | 5  | 5  | 7  | 7  | 8  | 8  | 8  | 8  | 8  | 10 | 10 | 8  | 9  |
| Diósgyori            | 3  | 3  | 3  | 6  | 8  | 8  | 8  | 10 | 10 | 12 | 12 | 12 | 11 | 12 | 12 | 11 | 9  | 11 | 9  | 9  | 10 | 11 | 11 | 11 | 11 | 11 | 11 | 11 | 10 | 9  | 9  | 10 | 10 |
| MTK Budapest         | 10 | 9  | 12 | 12 | 11 | 10 | 9  | 9  | 9  | 7  | 8  | 9  | 8  | 9  | 9  | 9  | 10 | 10 | 11 | 11 | 9  | 10 | 9  | 10 | 10 | 10 | 10 | 10 | 9  | 11 | 11 | 11 | 11 |
| Gyirmót              | 5  | 7  | 10 | 11 | 12 | 11 | 12 | 12 | 12 | 11 | 9  | 10 | 10 | 10 | 11 | 12 | 12 | 12 | 12 | 12 | 12 | 12 | 12 | 12 | 12 | 12 | 12 | 12 | 12 | 12 | 12 | 12 | 12 |

## Resultados
|                  | DEB | DIÓ | FER | GYI | HAL | HON | MEZ | MTK | PAK | ÚJP | VAS | VID |
| ---------------- | --- | --- | --- | --- | --- | --- | --- | --- | --- | --- | --- | --- |
| Debreceni        |     | 3–0 | 0–0 | 4–0 | 0–1 | 0–1 | 0–0 | 1–1 | 1–1 | 2–1 | 1–2 | 0–1 |
| Diósgyori        | 1–3 |     | 2–3 | 1–0 | 2–1 | 0–3 | 1–1 | 2–3 | 2–0 | 2–1 | 1–1 | 2–0 |
| Ferencvárosi     | 3–1 | 6–2 |     | 2–0 | 3–1 | 3-2 | 2–2 | 1-1 | 1–2 | 3–3 | 1–2 | 0–0 |
| Gyirmót          | 1–2 | 1–0 | 0–1 |     | 1–2 | 0–4 | 0–1 | 0–0 | 0–0 | 1–2 | 1–0 | 0–4 |
| Haladás          | 1–0 | 3–1 | 2–0 | 0–1 |     | 1–1 | 1–1 | 1–1 | 3–1 | 0–2 | 1–0 | 1–1 |
| Honvéd           | 1–0 | 2–0 | 0–1 | 0–0 | 2–1 |     | 1–0 | 5–0 | 3–1 | 1–1 | 2–1 | 1–2 |
| Mezőkövesd-Zsóry | 0–1 | 3–0 | 2–0 | 2–2 | 3–0 | 3–1 |     | 1–0 | 1–3 | 0–2 | 0–2 | 2–1 |
| MTK Budapest     | 1–1 | 1–0 | 2–1 | 1–0 | 0–2 | 1–2 | 0–1 |     | 1–2 | 1–1 | 0–1 | 1–0 |
| Paksi            | 1–1 | 2–1 | 0–0 | 0–0 | 2–1 | 1–1 | 5–0 | 0–0 |     | 1–1 | 1–0 | 1–1 |
| Újpest           | 2–0 | 4–4 | 0-1 | 3–1 | 1–1 | 0–2 | 1–1 | 2–0 | 1–0 |     | 2–2 | 3–4 |
| Vasas            | 3–1 | 3–0 | 2–2 | 1–1 | 2–3 | 2–0 | 4–0 | 3–2 | 1–0 | 0–1 |     | 1–1 |
| Videoton         | 5–1 | 1–2 | 1–1 | 4–0 | 3–0 | 3–0 | 2–0 | 2–0 | 5–1 | 5–1 | 1–2 |     |

|                  | DEB | DIÓ | FER | GYI | HAL | HON | MEZ | MTK | PAK | ÚJP | VAS | VID |
| ---------------- | --- | --- | --- | --- | --- | --- | --- | --- | --- | --- | --- | --- |
| Debreceni        |     |     |     | 2–1 | 4–2 | 2–5 |     | 0–0 | 1–3 | 1–0 |     |     |
| Diósgyori        | 1–3 |     |     |     |     | 2–0 | 2–2 |     |     | 3–1 | 2–1 |     |
| Ferencvárosi     | 0–0 | 1–1 |     |     | 3–1 |     | 3–1 |     |     | 2–0 | 1–2 |     |
| Gyirmót          |     | 1–1 | 2–3 |     |     |     |     | 1–0 |     |     | 1–2 | 0–1 |
| Haladás          |     | 2–0 |     | 1–2 |     | 0–1 | 4–2 |     | 2–0 |     | 2–2 |     |
| Honvéd           |     |     | 2–1 | 1–0 |     |     |     | 2–1 | 2–0 |     |     | 1–0 |
| Mezőkövesd-Zsóry | 2–1 |     |     | 1–1 |     | 1–5 |     |     | 3–2 | 1–3 |     |     |
| MTK Budapest     |     | 0–0 | 1–3 |     | 0–0 |     | 2–0 |     |     |     | 1–0 | 1–1 |
| Paksi            |     | 0–1 | 3–1 | 3–0 |     |     |     | 1–1 |     |     |     | 0–0 |
| Újpest           |     |     |     | 2–2 | 2–1 | 1–1 |     | 1–2 | 1–1 |     |     | 0–3 |
| Vasas            | 2–3 |     |     |     |     | 1–0 | 1–1 |     | 0–3 | 2–3 |     |     |
| Videoton         | 3–2 | 2–0 | 4–1 |     | 2–0 |     | 1–1 |     |     |     | 1–2 |     |

## Goleadores
Actualizado el 27 de mayo de 2017.
| Pos. | Jugador          | Equipo               | Goles |
| ---- | ---------------- | -------------------- | ----- |
| 1    | Marton Eppel     | Honvéd Budapest      | 16    |
| 2    | Marko Šćepović   | Videoton             | 13    |
| 3    | Enis Bardhi      | Újpest               | 12    |
| 4    | Davide Lanzafame | Honvéd Budapest      | 11    |
| 5    | Dániel Böde      | Ferencvárosi         | 11    |
| 6    | László Bartha    | Paksi                | 11    |
| 7    | David Williams   | Szombathelyi Haladás | 11    |
| 8    | Danko Lazović    | Videoton             | 10    |
| 9    | Sándor Torghelle | MTK Budapest         | 9     |
| 10   | Bálint Gaál      | Szombathelyi Haladás | 9     |